# Birtle
Birtle – osada w Anglii, w hrabstwie ceremonialnym Wielki Manchester, w dystrykcie metropolitalnym Rochdale. Leży 17 km na północ od centrum miasta Manchester.